# Jennifer Kessy
Jennifer „Jen“ Kessy (zeitweise Jennifer Boss, * 31. Juli 1977 in San Clemente, Kalifornien) ist eine US-amerikanische Beachvolleyballspielerin und Weltmeisterin.

## Karriere
Während ihres Studiums 1995–1998 an der USC war Jen Kessy im Hallenvolleyballteam der Universität. In jedem dieser Jahre wurde die junge Frau aus Orange County für das All-Pac-10 team benannt, in den Jahren 1997 und 1998 zusätzlich für das All-District team. und 1998 als All-American Anschließend spielte die Kalifornierin in der Volleyballjuniorennationalmannschaft der USA und als Profi im Hallenvolleyball für Chicago Thunder 2002 und in Puerto Rico 2003.
Ihre Beachvolleyballkarriere startete Jennifer Kessy parallel dazu im Jahr 2000. Sie erreichte eher mäßige Erfolge in den Jahren bis 2003, mit Ausnahme des Gewinns eines FIVB Challenger Tournaments mit Heather Lowe. 2004 gelang der erste Finaleinzug bei der AVP mit Barbra Fontana, 2005 folgten zwei zweite Plätze mit Holly McPeak und 2006 gab es insgesamt fünf Finalteilnahmen, drei mit Nancy Reynolds und zwei mit Rachel Wacholder, jedoch noch immer keinen Sieg auf der AVP-Tour.
Dieser gelang Jennifer Boss, wie sie nach ihrer Hochzeit hieß, erst 2008 mit ihrer Partnerin April Ross. Zuvor mussten die beiden bei ihrem ersten gemeinsamen FIVB-Turnier 2007 in Paris gleich in der Country Quota gegen die ehemalige Partnerin McPeak eine Niederlage einstecken, doch schon im nächsten Turnier in Stavanger gelang eine Riesenüberraschung. Die an Nr. 29 gesetzten Boss/Ross kämpften sich nach überstandener Qualifikation u. a. durch einen Halbfinalsieg gegen die Deutschen Goller / Ludwig bis ins Finale vor. Sie besiegten anschließend die Chinesinnen Jia Tian und Jie Wang und gewannen die Goldmedaille. Niemals zuvor oder danach konnte ein Team, das derart niedrig eingestuft war, ein FIVB-Turnier gewinnen.
Im folgenden Jahr errangen die beiden US-Amerikanerinnen bei den beiden letzten Turnieren der FIVB-Serie in Asien die Goldmedaille. Ihren größten Erfolg erreichten Kessy/Ross jedoch 2009, als sie im Finale der Beachvolleyball-Weltmeisterschaft die Brasilianerinnen Larissa França und Juliana Felisberta Silva bezwingen konnten.

### 2010
Erfolgreich starteten die beiden Nordamerikanerinnen in die FIVB-Serie. Mussten sie sich in Brasilia noch mit dem 4. Platz begnügen, konnten sie sowohl das Turnier von Shanghai als auch den Foro Italico Beach Volley Grand Slam für sich entscheiden. In Seoul belegten sie nach einer Halbfinalniederlage gegen Larissa/Juliana den Bronzerang, in Moskau wurden die beiden Athletinnen aus den Vereinigten Staaten im Finale von den Chinesinnen Xue/Zhang Xi bezwungen. Bei den folgenden Events erreichten Jennifer Kessy und April Ross sowohl in Marseille als auch in Klagenfurt den fünften Platz. In Kristiansand zogen sie kampflos ins Halbfinale ein, da ihre deutschen Gegnerinnen Angelina Grün und Rieke Brink-Abeler verletzungsbedingt nicht antreten konnten. Die US-Amerikanerinnen verloren jedoch sowohl das Halbfinale als auch das kleine Finale und wurden Vierte. Bei der vorletzten Veranstaltung des Jahres in Sanya scheiterten Kessy und Ross zwar im Semifinale an Sara Goller und Laura Ludwig, konnten sich aber für die in Norwegen erlittene Niederlage im Spiel um den dritten Platz gegen die Salgado-Schwestern Maria Clara und Carol revanchieren und erhielten die Bronzemedaille.

### 2011
Bei den ersten fünf Turnieren der Weltserie gewannen Kessy/Ross mit Ausnahme von den Sanya Open, bei denen sie den siebten Platz belegten, jeweils eine Medaille. Beim Auftakt in Brasilia war sie ebenso aus Bronze wie in Myslowice und Peking, bei den Shanghai Open wurden die beiden US-Amerikanerinnen Zweite. Nach dem fünften Platz bei den Weltmeisterschaften in Rom gewannen Jennifer Kessy und April Ross in Norwegen ihr einziges Turnier des Jahres. Anschließend erreichten die beiden Nordamerikanerinnen erst wieder als Siebte in Québec einen Platz unter den besten acht Teams. Medaillengewinne gelangen den beiden ehemaligen Weltmeisterinnen noch bei den Veranstaltungen in Stare Jablonki und zum Abschluss der Saison in Thailand. Bei beiden Events verloren Kessy und Ross das Finale. Außerdem belegten sie noch einen siebten Platz in Åland und einen fünften Rang in Den Haag.

### 2012
2012 traten Ross/Kessy auf neun FIVB-Turnieren an und erreichten dabei ausnahmslos eine Top-Ten-Platzierung. Bei den Olympischen Spielen in London gewannen sie die Silbermedaille.

### 2013
2013 traten Ross/Kessy auf sieben FIVB-Turnieren an und erreichten auch in diesem Jahr dabei ausnahmslos Top-Ten-Platzierungen. Bei der WM in Stare Jabłonki konnte Kessy wegen einer Verletzung nicht antreten.

### 2015/16
Nach einer Babypause 2014 startete Kessy 2015 und 2016 an der Seite von Emily Day.

## Privatleben
Als Tochter von Charlotte und Ronald Kessy wuchs Jennifer Ann mit ihren Brüdern Ryan und Travis in San Juan Capistrano auf. Sie besuchte die Dana Hills High School in Dana Point in Kalifornien. Anschließend machte Kessy ihr Examen an der University of Southern California und promovierte in Geschichte. Im November 2005 heiratete die Beachvolleyballerin den AVP-Player Aaron Boss, von dem sie inzwischen aber wieder geschieden ist. Jennifer Kessy heiratete 2013 den französischen Beachvolleyballspieler Andy Cès, mit dem sie seit 2014 eine Tochter hat.